# س. إتش باترسون
س. إتش باترسون (بالإنجليزية: C. H. Patterson)‏ هو عالم نفس أمريكي، ولد في 22 يونيو 1912 في لين في الولايات المتحدة، وتوفي في 26 مايو 2006.